# Bobby Byrd
Bobby Byrd (* 15. August 1934 in Toccoa; † 12. September 2007 in Loganville) war ein US-amerikanischer Sänger, Musiker, Songwriter und Musikproduzent im Bereich Funk und Soul. Als Bandleader gründete er die Gospel Starlighters und war zudem langjähriger Sideman von James Brown. Gemeinsam mit Brown schrieb er unter anderem den Hit Get Up (I Feel Like Being A) Sex Machine; als Solist war Byrd mit der Single I Know You Got Soul (1971) erfolgreich.

## Werdegang
Byrd war Kopf der Gruppe The Avons, zu denen James Brown Mitte der 1950er Jahre stieß, nachdem er durch finanzielle Unterstützung der Familie Byrd aus dem Gefängnis freigekommen war. The Avons wurden später in The Flames und dann in The Famous Flames umbenannt, aus denen später Brown als Star hervorging. Byrd wirkte auf vielen Aufnahmen von Brown mit, wie beispielsweise bei den Songs Please, Please, Please (1956) und Try Me (1958). Zudem veröffentlichte Byrd auch unter eigenem Namen Schallplatten, die allerdings den Brown-Aufnahmen ähnelten, da sie mit dessen Begleitband eingespielt wurden. 1973 trennten sich Byrd und Brown. Byrds Songs wurden in den folgenden Jahren von vielen schwarzen Künstlern gesampelt, wie beispielsweise von A Tribe Called Quest, Ice Cube, LL Cool J und Public Enemy.
Byrd war Ehemann der Soulsängerin Vicki Anderson, die ebenfalls lange Jahre Sängerin bei James Brown war. Nachdem Byrd im Jahr 1996 an Kehlkopfkrebs erkrankt und aufgrund hoher Behandlungskosten in finanzielle Schwierigkeiten geraten war, gründete seine Stieftochter Carleen Anderson den Bobby Byrd Fund. Zudem fand im Rahmen der Popkomm 1996 ein Benefizkonzert für Byrd statt.
Bobby Byrd starb am 12. September 2007 im Alter von 73 Jahren an Krebs.

## Zitat
- „Meanwhile, Bobby still had his little musical group going. They didn’t have any instruments, just voices, and originally they started out as a gospel group. About the time I got to town they had switched to rhythm and blues, and they had started calling themselves the Avons.“ (James Brown und Bruce Tucker: The Godfather of Soul, 1988, S. 50)

## Diskografie (Auswahl)

### Studioalben
- 1993: On the Move (I Can’t Get Enough)
- 2006: How Will We Know When We’re Dead (Zusammenarbeit mit Jim Ward)

### Livealben
- 1970: I Need Help (Live on Stage)
- 1988: Finally Getting Paid (Recorded live in London at Town & Country Club)
- 1991: Live in the Stufenbau

### Singles
| Jahr | Titel Album                                    | Höchstplatzierung, Gesamtwochen, AuszeichnungChartsChartplatzierungen (Jahr, Titel, Album, Platzierungen, Wochen, Auszeichnungen, Anmerkungen) | Anmerkungen   |
| Jahr | Titel Album                                    | US | Anmerkungen   |
| ---- | ---------------------------------------------- | --- | ------------- |
| 1964 | Baby Baby Baby                                 | US52 (6 Wo.)US | mit Anna King |
| 1970 | I Need Help (I Can’t Do It Alone) Pt. 1        | US69 (5 Wo.)US |               |
| 1971 | Hot Pants – I’m Coming, I’m Coming, I’m Coming | US85 (4 Wo.)US |               |
| 1972 | Keep On Doin’ What You’re Doin’                | US88 (3 Wo.)US |               |

Weitere Singles
- 1963: I Found Out
- 1963: I’m Just a Nobody (Part 1)
- 1970: Hang Ups We Don’t Need (The Hungry We Got to Feed)
- 1970: If You Don’t Work You Can't Eat
- 1971: I Know You Got Soul
- 1972: If You Got a Love You Better (Hold on to It)
- 1974: Back from the Dead
- 1979: Gasoline

## Filmografie
- mit James Brown & The Famous Flames: T.A.M.I. Show, Regie: Steve Binder, USA 1964.